# Arthur Weigall
Arthur Edward Pearse Brome Weigall (ur. 20 listopada 1880 w Saint Helier (Jersey), zm. 3 stycznia 1934 w Londynie) – angielski egiptolog, pisarz i dziennikarz; generalny inspektor starożytności egipskich w latach 1905-1914.
W roku urodzenia stracił ojca, oficera armii angielskiej, który zginął w walkach na północno-zachodnim pograniczu w Indiach. Po stracie męża matka zajęła się pracą charytatywną, działając na rzecz mieszkańców dzielnic nędzy późnowiktoriańskiej Anglii. Weigall w młodości uczęszczał do Wellington College, szkoły o bogatych tradycjach i powiązaniach ze środowiskiem wojskowym. Po jej ukończeniu uzyskał pracę jako urzędnik w londyńskim City. Jego młodzieńcze fascynacje historią, kulturą i sztuką starożytnego Egiptu, chronologią i genealogią władców egipskich, przeważyły nad rutyną życia urzędniczego. Dzięki anonimowemu mecenatowi rozpoczął naukę w New College w Oksfordzie. Wkrótce jednak wyjechał do Lipska, by studiować tam egiptologię. 
Po powrocie do Anglii związał się czynnie z Flindersem Petrie, najpierw współpracując z nim w University College w Londynie, a po wyjeździe do Egiptu, w pracach wykopaliskowych w Abydos. Współpraca ta okazałą się jednak niezwykle uciążliwa ze względu na trudny charakter Petriego. Weigall podjął wtedy współpracę z niemieckim egiptologiem Friedrichem Wilhelmem von Bissingiem, a od 1905 roku pracował w Sakkara z Howardem Carterem, wówczas piastującym funkcję Generalnego Inspektora Starożytności Górnego Egiptu i Nubii. Po nieszczęśliwym incydencie z turystami francuskimi, Carter zmuszony został do rezygnacji z tego stanowiska, które po nim niespodziewanie objął 25-letni Artur Weigall.
W funkcji sprawującego ochronę i zarządzanie starożytnymi zabytkami w Górnym Egipcie aż po granicę z Sudanem, energicznie zajął się dotąd zaniedbywanym i pomijanym problemem nielegalnego wywozu zabytków na chłonne rynki europejskie i północnoamerykańskie. W Luksorze i Tebach Zachodnich pracował do 1911 roku. W okresie tym dokonano w Dolinie Królów wielu znaczących, dziejowych odkryć. Zespół pod kierunkiem Theodora Davisa odnalazł grobowce Juji i Tuji, Horemheba oraz KV55 – tzw. "Skrytkę amarneńską". Weigall napisał w tym czasie m.in. biograficzne opracowanie panowania Echnatona oraz przewodnik po zabytkach Górnego Egiptu. Należał wtedy do elity angielskiej społeczności Luksoru, współpracował z Alanem Gardinerem oraz Howardem Carterem, poszukującym wówczas grobowca Tutanchamona. Mimo uwikłania w sieć biurokratycznych i socjalnych powiązań Luksoru i Kairu, w sferze badań naukowych wciąż współdziałał blisko z Flindersem Petrie, Gastonem Maspero i Theodorem Davisem. Nadmiar problemów i obowiązków doprowadził go ostatecznie do załamania i opuszczenia Egiptu w 1914, a wybuch I wojny światowej całkowicie zniweczył jego plany utworzenia instytutu egiptologii w Kairze. 
Podczas wojny przebywał w Londynie, gdzie zajął się projektowaniem kostiumów i scenografii w rewii londyńskiej. Zaangażował się też w kinematografii, współpracując m.in. z Bannisterem Merwinem i Jackiem Buchananem przy produkcji filmu Her Heritage, a jedną z jego powieści (Burning Sands) zekranizował później George Melford. W 1920 roku lord Northcliffe zaproponował mu stanowisko krytyka filmowego w swym poczytnym Daily Mail. Po odkryciu w 1922 roku przez Cartera grobowca Tutanchamona Weigall powrócił do Egiptu jako korespondent tego dziennika, z zadaniem relacjonowania prac przy grobowcu i badaniu jego zawartości. 
Zmarł w wieku 54 lat. Był dwa razy żonaty. Jego pierwszą żoną była Amerykanka Hortense Schleiter, a drugą pianistka Muriel Lillie, pod której wpływem powrócił do pracy scenicznej, ujawniając swój dodatkowy talent jako autor tekstów piosenek.